# Јоргос Цукалос
Јоргос А. Цукалос (грч. Γεώργιος Α. Τσούκαλος) швајцарски је писац и телевизијска личност грчког порекла. Познат је као заговорник алтернативних научних идеје „да су древни ванземаљски астронаути били у контакту са древним људима“. Он је председник и суоснивач Тајмс магазина у којем се објављују чланци Ериха фон Деникена, Дејвида Хачера , Питера Фиебага, Роберта Баувала, и Луца Бургина на тему древних астронаута и сродних тема.
Цукалос је рођен 19. марта 1978. Тренутно је директор Центра за истраживања древних астронаута Ерих фон Деникен Чест је гост ТВ-емисија са темом о посетама древних астронаута.
Године 1998. Цукалос је дипломирао на колеџу у Њујорку, са дипломом из  спортске информације и комуникације. Почетком 2000-их, пре него што је започео истраживање древних астронаута, радио је као промотер бодибилдинга. Течно говори енглески, грчки, немачки, француски и италијански.
Цукалос је водитељ серије У потрази за ванземаљцима, чија је премијера била 25. јула 2014.
Због његове необичне фризуре и његове славе, постоји интернет мем са сликом Цукалоса.